# Литл, Букер
Букер Литл-младший (англ. Booker Little, Jr.; 2 апреля 1938 — 5 октября 1961) — американский джазмен-трубач и композитор.

## Биография
Несмотря на раннюю смерть от почечной недостаточности, Литл успел оказать значительное влияние на современный ему и более поздний джаз. Стилистические корни его манеры игры находятся в стиле Клиффорда Брауна: предельно четкая музыкальная артикуляция, чистейший тон и сбалансированная формулировка темы. Он считается одним из первый джазовых трубачей, создавших собственную манеру игры, после Клиффорда Брауна.
Букер Литл родился в Мемфисе (штат Теннесси). Во время учёбы в Чикагской Консерватории (1956—1958) он поработал с местными музыкантами, в числе которых был и Джонни Гриффин. По выпуску он получил степень бакалавра музыки по классу трубы, также прослушав курсы теории композиторского мастерства и оркестровки. Позже, после переезда в Нью-Йорк, он познакомился с ударником Максом Роучем и виртуозом Эриком Долфи, с которыми записал ряд альбомов как в качестве солиста, так и в качестве исполнителя. Вместе с Долфи они записали серию живых выступлений в нью-йоркском клубе Five Spot в июне 1961 года, на материале которого студией Prestige Records были изданы четыре классических альбома Литла. Именно во время этих записей Литл продолжил начатое Клиффордом Брауном в середине 1950-х расширение пределов экспрессивных «вернакулярных» средств выражения в бибопе. Подобные эксперименты были продолжены в альбоме Долфи Far Cry (New Jazz 8270), записанном в декабре 1960 года. Литл Букер умер от осложнений на почве уремии 5 октября 1961 года в Нью-Йорке.

## Дискография

### В качестве солиста
- 1958: Booker Little 4 and Max Roach (United Artists)
- 1960: Booker Little (Time)
- 1961: Out Front (Candid Records) с Джулианом Прайслером, Эриком Долфи, Доном Фрайдманом, Роном Картером, Артом Дэйвисом и Максом Роучем
- 1961: Booker Little and Friend (Bethlehem) Альбом был переиздан под названием Victory and Sorrow

### В качестве исполнителя
С Максом Роучем
- Deeds, Not Words (Riverside, 1958)
- Max Roach Plus Four on the Chicago Scene (EmArcy, 1958)
- We Insist! — Freedom Now (Candid, 1960)
- Percussion Bitter Sweet (Impulse!, 1961)

С Эриком Долфи
- Far Cry (Prestige, 1960)
- At the Five Spot (New Jazz / OJC, 1961)

С Джоном Колтрейном
- Africa/Brass (Impulse!, 1960)

Со Слайдом Хэмптоном
- Slide! (Strand, 1959)

С Билли Хендерсоном
- Bill Henderson Sings (Vee Jay, 1959)

С Эбби Линкольн
- Straight Ahead (Candid, 1961)

С Франком Стоцьером
- The Fantastic Frank Strozier (Vee-Jay, 1960)